# Arcadia (biograf)

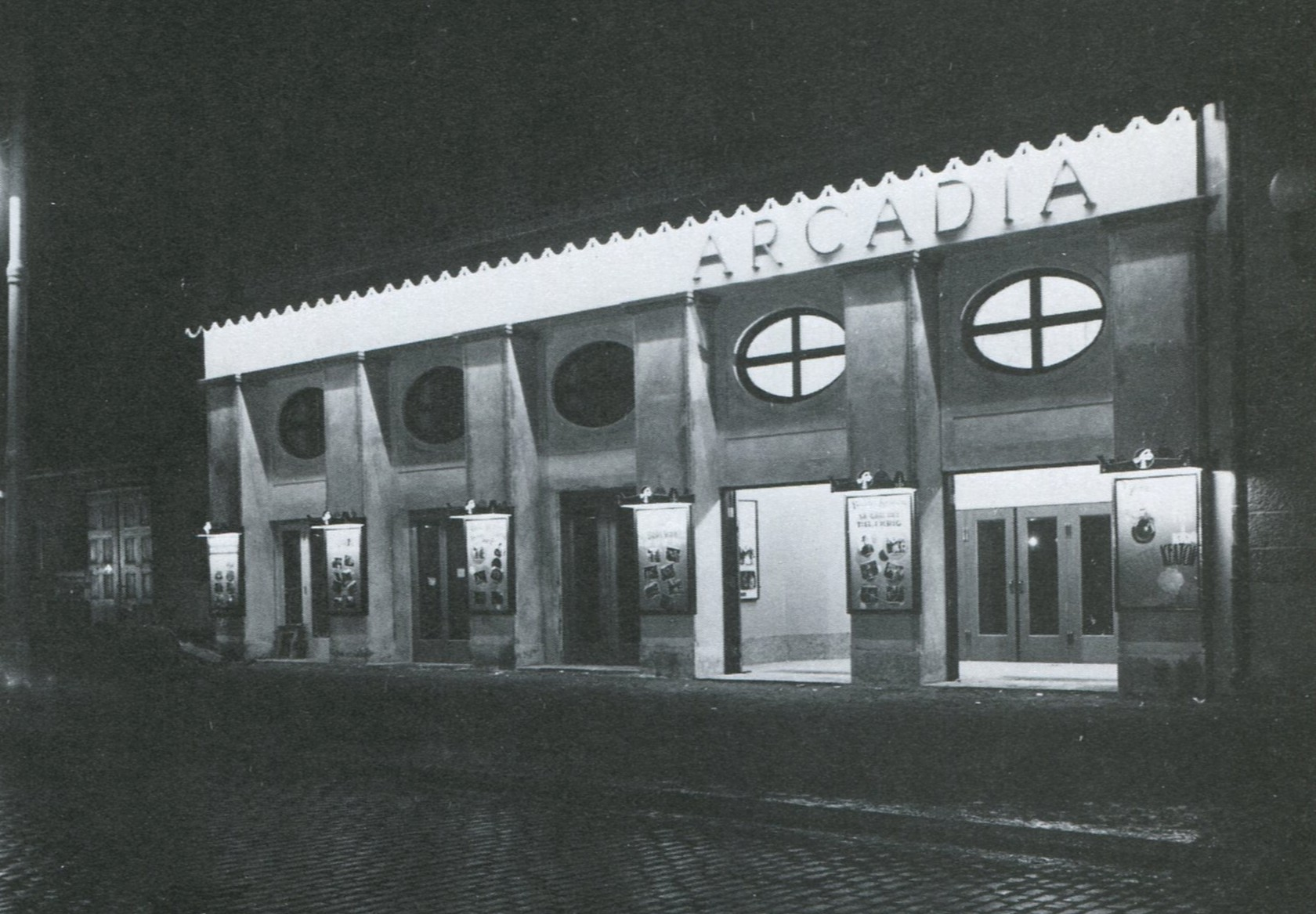
Arcadias fasad 1927

Arcadia, (senare Terrassen) var en biograf på Birger Jarlsgatan 66 på Östermalm i Stockholm. Biografen ritades tillsammans med byggnaden av stockholmsarkitekten Josef Östlihn. Huset uppfördes 1926-1927, och biografen var inrymd i dess bottenvåning och nedre plan under gården. Biografen öppnade 1927 och stängde under namnet "Studio Terrassen" i september 1961.

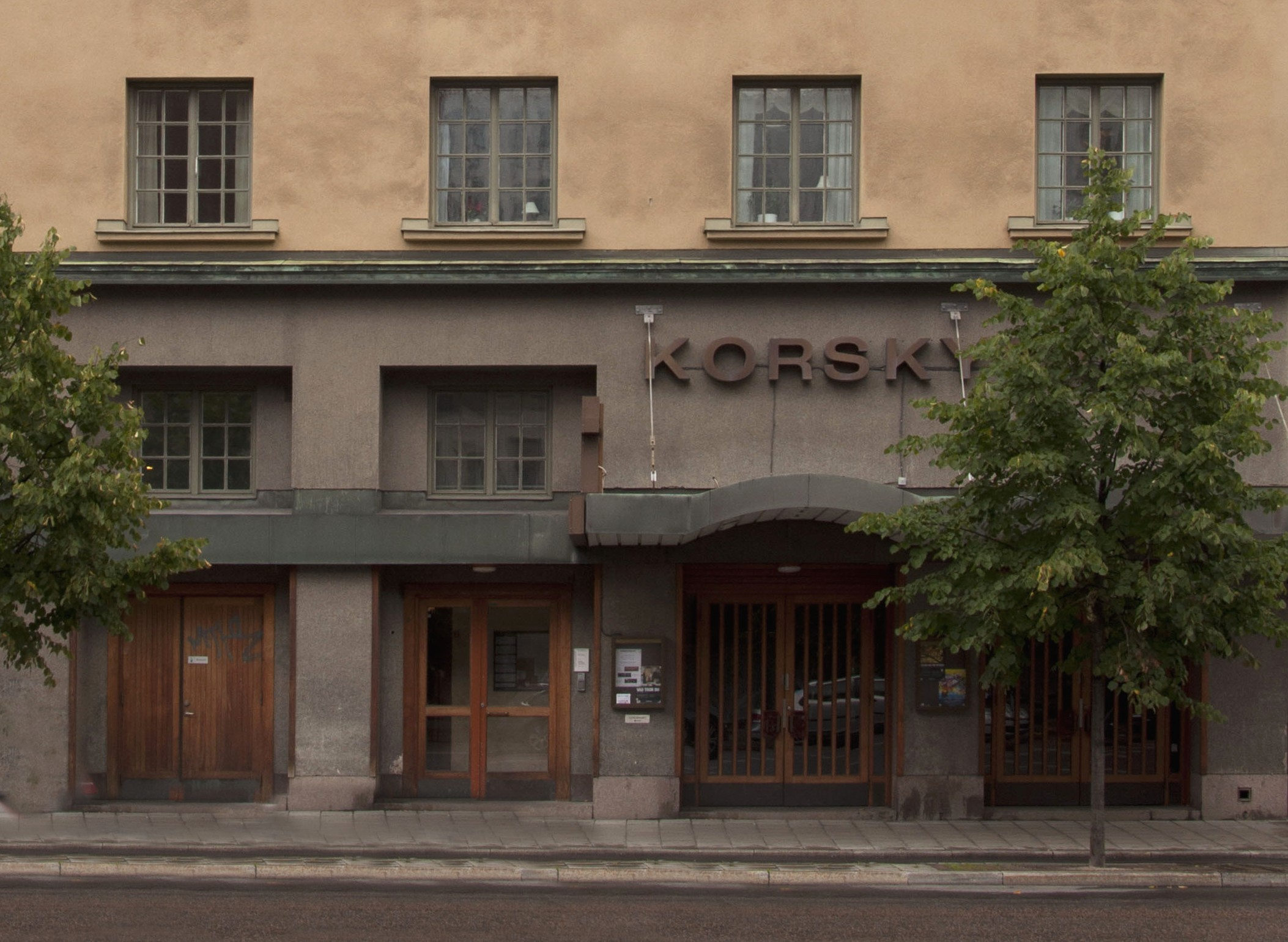
Arcadias entré år 2010.

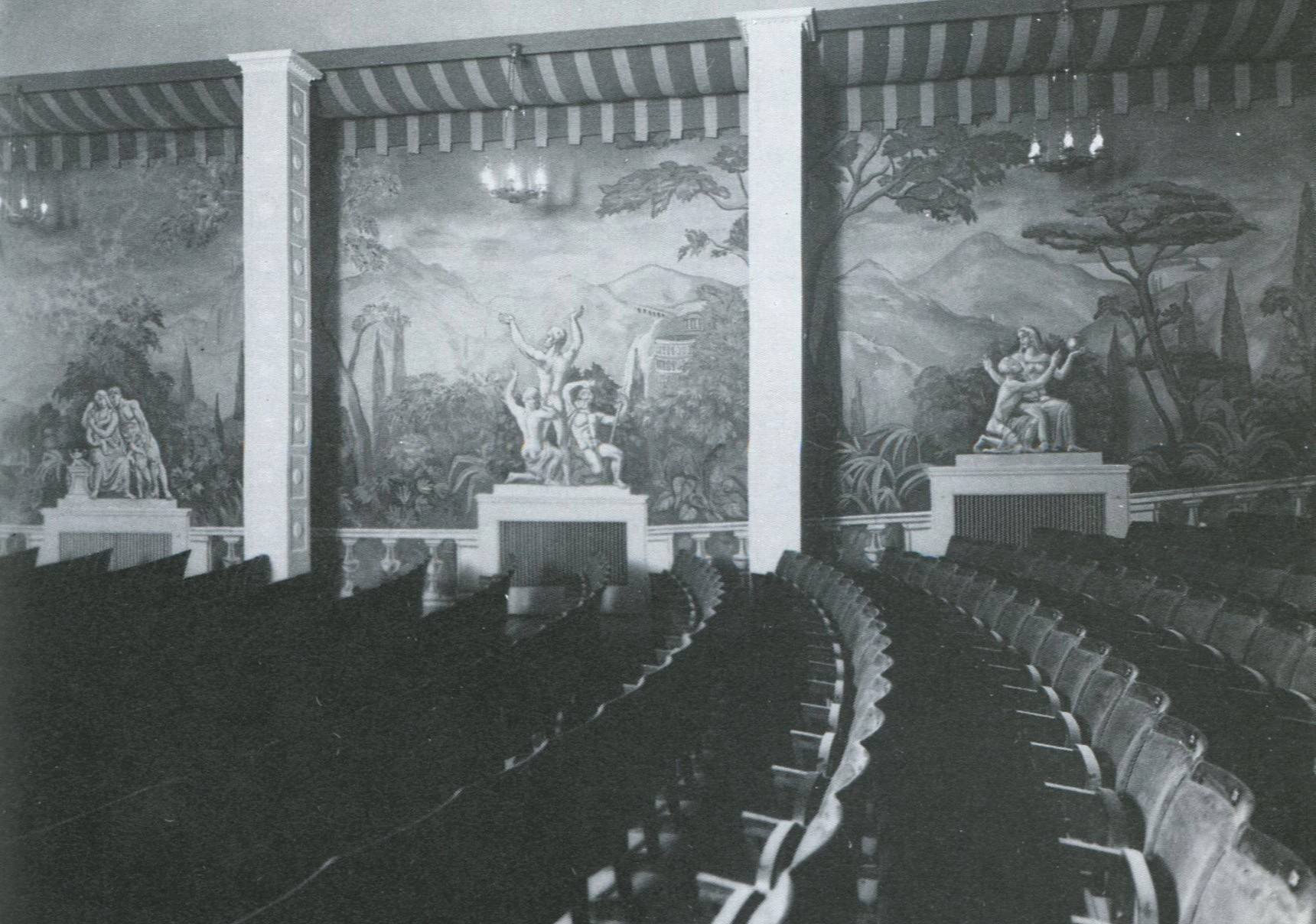
Arcadias salong 1927

Ursprungligen löpte en smal baldakin längs fasaden med indirekt belysning, där namnet "Arcadia" stod skrivet i stora bokstäver. Salongen hade 600 platser och filmduken var anordnad vid ena långsidan, mittemot entrén. Salongen var gestaltat i typisk 1920-talsklassicism med väggmålningar av Einar Forseth. Arcadia var Svensk Filmindustris (SF) åttonde biograf. 
Biografen moderniserades 1943 sedan den hade sålts av SF till Terrafilm, samtidigt fick den namnet "Terrassen". Under Terrafilms tid fungerade biografen som premiärbiograf för Terrafilms egna produktioner. Det visade sig dock snart att biografen inte låg tillräckligt centralt. 
Hösten 1948 övertogs "Terrassen" av Sveriges Folkbiografer. 1953 döptes den om till "Studio Terrassen" med inriktning mot exklusiv kvalitetsfilm. Biografen lades ned den 17 september 1961.
Lokalerna övertogs och byggdes om för Korskyrkan som än idag använder den tidigare salongen som sin gudstjänstlokal. Numera är fasaden starkt förändrad, baldakinen är borttagen och de tidigare entresolerade ovala fönstren är rektangulära.